# Chickenfoot (album)
| Recensione | Giudizio   |
| ---------- | ---------- |
| AllMusic   |            |
| Billboard  | favorevole |

Chickenfoot è il primo album in studio del supergruppo statunitense Chickenfoot, pubblicato il 5 giugno 2009 dalla earMUSIC.
La copertina è stata stampata con un particolare inchiostro sensibile al calore che cambia aspetto in base ai gradi centigradi a cui viene sottoposto.
L'album è stato ripubblicato in edizione limitata con un disco bonus contenente cinque tracce bonus il 16 ottobre 2012.

## Tracce
Testi e musiche di Sammy Hagar e Joe Satriani, eccetto dove indicato.
1. Avenida Revolucion – 5:56
2. Soap on a Rope – 5:32
3. Sexy Little Thing – 4:14
4. Oh Yeah – 4:54
5. Runnin' Out – 3:52
6. Get It Up – 4:41
7. Down the Drain – 6:17 (Hagar, Satriani, Michael Anthony, Chad Smith)
8. My Kinda Girl – 4:32
9. Learning to Fall – 5:13
10. Turnin' Left – 5:48
11. Future in the Past – 6:38 (Hagar, Satriani, Anthony, Smith)

### Disco bonus nell'edizione limitata del 2012
1. Bitten by the Wolf – 4:24 (Hagar, Satriani, Smith)
2. Lighten Up – 6:57 – Live in Chicago 5/12/12
3. Big Foot – 4:21 – Live in Seattle 6/6/12
4. Last Temptation – 4:09 – Live in Seattle 6/6/12
5. Something's Going Wrong – 4:24 – Live in Boston 5/16/12

## Formazione

### Gruppo
- Sammy Hagar – voce, chitarra ritmica
- Joe Satriani – chitarra solista, tastiere
- Michael Anthony – basso, cori
- Chad Smith – batteria, percussioni

### Produzione
- Andy Johns – produzione, registrazione sonora
- Mike Fraser – missaggio
- Bernie Grundman – mastering
- Todd Gallopo – direzione artistica
- Bryan Adams – fotografia

## Classifiche
| Classifica (2009)          | Posizione massima |
| -------------------------- | ----------------- |
| Australia                  | 50                |
| Austria                    | 36                |
| Belgio (Fiandre)           | 61                |
| Belgio (Vallonia)          | 88                |
| Canada                     | 5                 |
| Finlandia                  | 36                |
| Francia                    | 67                |
| Germania                   | 17                |
| Giappone                   | 29                |
| Irlanda                    | 55                |
| Italia                     | 45                |
| Paesi Bassi                | 25                |
| Regno Unito                | 23                |
| Regno Unito (rock & metal) | 1                 |
| Scozia                     | 23                |
| Stati Uniti                | 4                 |
| Stati Uniti (digital)      | 3                 |
| Stati Uniti (hard rock)    | 1                 |
| Stati Uniti (independent)  | 1                 |
| Stati Uniti (rock)         | 2                 |
| Stati Uniti (tastemaker)   | 6                 |
| Svezia                     | 36                |
| Svizzera                   | 11                |